# SN 2006rk
SN 2006rk – supernowa typu II odkryta 6 listopada 2006 roku w galaktyce M+05-17-19. Jej maksymalna jasność wynosiła 16,08m.